# Turmhügel Altencreußen
Der Turmhügel Altencreußen ist eine abgegangene Turmhügelburg (Motte) am südlichen Ortsrand von Altencreußen, einem Ortsteil der Gemeinde Prebitz im Landkreis Bayreuth in Bayern.

## Geschichte
Die Wasserburganlage wurde erstmals 1337 als Festes Haus erwähnt. 1401 oder 1404 wurden die Herren von Vannau als Besitzer des „gemauerten Hauses“ genannt, 1418 gehörte der Sitz „auf dem Wale“ den Künsbergern. 1430 wurde die Burg im Zuge der Hussitenkriege zerstört und 1431 sowie 1499 als Burgstall genannt. Im Jahr 1481 sind die von Aufseß im Ort nachweisbar. Heute ist der auf landwirtschaftlich genutzter Fläche liegende Burgstall als Bodendenkmal D-4-6136-0003 „Mittelalterlicher Turmhügel“ vom Bayerischen Landesamt für Denkmalpflege erfasst.

## Beschreibung
Die Motte lag im oberen Talabschnitt der Creußen auf einem nach Süden gerichteten Sporn, der im Osten und im Westen von den Tälern kleiner Bachläufe begrenzt wird, und in südlicher Richtung etwa vier Meter abfällt. Auf der Spornspitze lag der runde Kernhügel der Burg mit einem Durchmesser von 18 Metern. Dieser Hügel wurde durch einen Ringgraben mit Außenwall geschützt, an der Bergseite im Norden wurde davor ein zusätzlicher Abschnittsgraben angelegt. Große Teile dieser Befestigungen sind durch rezente Bautätigkeiten stark gestört und verflacht worden, dort wo diese Anlagen noch erhalten sind, weist der Ringgraben noch eine Breite von sieben Metern auf, der Außenwall eine Breite von zehn, eine innere Höhe von bis zu 1,7 und eine von außen gemessene Höhe von bis zu 2,8 Metern.
Der Kartograph der Plassenburg Johann Christoph Stierlein hat 1792 eine detailgetreue Karte der Anlage gefertigt. Neben einem annähernd quadratischen Außenwall und dem Kernhügel fällt vor allem die stabförmige Verlängerung des Walls in südliche Richtung auf, die von beiden Seiten vom Bach umflossen wird. Die schmale langgezogene Geländeerhebung ist auch heute noch in dieser Form sichtbar.  